# Schildklierkanker
Schildklierkanker is de vorming van kwaadaardige cellen in de schildklier, het vlindervormige orgaantje dat zich voor de luchtpijp bevindt in de hals en dat schildklierhormonen produceert.

## Zeldzame vorm van kanker
Schildklierkanker is een vrij zeldzame vorm van kanker, die in Nederland bij circa 2 per 100.000 mensen per jaar ontstaat. (Ter vergelijking: de incidentie van de veelvoorkomende kankersoort longkanker is 50-60 per 100.000 mensen per jaar). De cijfers voor België zijn gelijklopend. Schildklierkanker komt vaker voor bij vrouwen, zij krijgen ongeveer 2,5 keer zo vaak schildklierkanker als mannen. De ziekte komt ook vaker op jongere leeftijd voor dan andere soorten kanker.

## Symptomen
Meestal wordt schildklierkanker ontdekt doordat de patiënt een zwelling of knobbel voelt in de schildklier. In het overgrote gedeelte van de gevallen blijkt een dergelijke knobbel uiteindelijk goedaardig te zijn, slechts in een klein percentage (circa 5%) blijkt het om schildklierkanker te gaan.
Meestal werkt de schildklier op dat moment gewoon goed, en zijn er dus geen klachten van een te snel of te traag werkende schildklier.

## Diagnose
De knobbel in de schildklier zal vaak eerst worden onderzocht met echografie en/of scintigrafie, waardoor de precieze grootte en locatie vastgesteld kan worden. Wanneer de knobbel verdacht is voor kanker, wordt een biopsie verricht met behulp van een fijne naald. Hierdoor wordt wat weefsel uit de knobbel gehaald, dat vervolgens onderzocht kan worden door de patholoog. Deze kan zien, of het weefsel goed- of kwaadaardig is, en bij kwaadaardigheid ook de soort schildklierkanker vaststellen.

## Soorten schildklierkanker

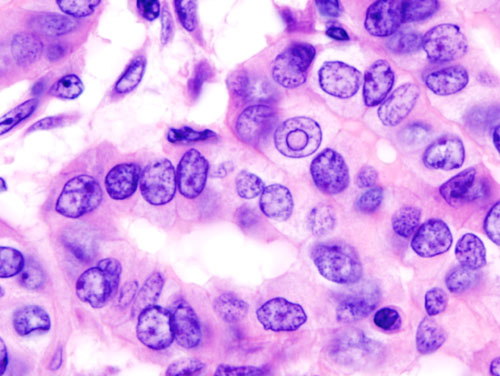
Papillaire schildklierkanker

Er zijn vier belangrijke soorten schildklierkanker:
- De papillaire schildklierkanker
- De folliculaire schildklierkanker
- De medullaire schildklierkanker
- De anaplastische schildklierkanker

De papillaire en folliculaire vorm van schildklierkanker komen het meeste voor, samen vormen zij zo'n 90% van alle schildklierkankers.

## Genezingskansen
De kans op herstel hangt af van de soort schildklierkanker, de plaats waar het knobbeltje precies zat, het stadium van kanker (is het knobbeltje klein of groot, en zijn er uitzaaiingen?) en de algemene conditie van de patiënt.
De papillaire en folliculaire vormen van schildklierkanker komen het meest voor en zijn relatief het goedaardigste: slechts 4% van de patiënten met papillaire of folliculaire schildklierkanker overlijdt binnen 5 jaar. In de dertig jaar na de diagnose sterft slechts 8% van de patiënten door de kanker of de complicaties ervan.
Omdat schildklierkanker soms na jaren "genezing" toch weer terug kan komen, is het belangrijk dat patiënten onder controle blijven.

## Behandeling

### Operatie
Schildklierkanker wordt bij voorkeur chirurgisch behandeld.
- Wanneer het knobbeltje op een gunstige plaats zit en vrij klein is, kan het meestal volledig verwijderd worden door een deel van de schildklier te verwijderen. Dit biedt dan zeer goede vooruitzichten op genezing.
- Wanneer het knobbeltje groter is of op een ongunstige plaats zit, kan het vaak nog volledig weggehaald worden door de héle schildklier te verwijderen. Ook dit biedt goede uitzichten op genezing, maar hierbij gaat de functie van de schildklier verloren. Een geopereerde moet dan levenslang tabletten met schildklierhormonen blijven slikken. Vaak wordt na een dergelijke volledige verwijdering van de schildklier ook nog een behandeling gegeven met radioactief jodium.

### Radioactief jodium
Wanneer de knobbel niet (volledig) chirurgisch verwijderd kan worden, of wanneer er uitzaaiingen gevonden zijn, dan is het geven van radioactief jodium vaak een goede behandelmethode. Jodium wordt in het menselijk lichaam met name door schildkliercellen opgenomen (omdat ze het nodig hebben voor de productie van schildklierhormoon) en het radioactieve jodium zal dus vooral terechtkomen in de schildkliercellen en schildklierkankercellen en deze doen afsterven. Dit principe werkt door het hele lichaam, en ook uitzaaiingen zullen dus zo bestreden worden. Radioactief jodium werkt alleen niet tegen schildklierkankercellen die zó kwaadaardig zijn, dat ze in niets meer lijken op de oorspronkelijke schildkliercellen en dus geen jodium meer opnemen.

### Schildklierhormonen
Tabletten met schildklierhormonen worden om twee redenen gegeven. In de eerste plaats zal door de operatie vaak een tekort aan schildklierhormonen zijn ontstaan in het lichaam. Dit geeft vervelende klachten en kan (bij een ernstig tekort) ook dodelijk zijn. Vervanging is dus erg gewenst.
In de tweede plaats is er in het menselijk lichaam een mechanisme, waardoor schildkliercellen bij een laag gehalte van schildklierhormonen in het bloed, door het stofje TSH gestimuleerd worden tot groei en tot een hogere productie van schildklierhormonen. Ook schildklierkankercellen worden door dit stofje vaak gestimuleerd om te groeien en te delen. Door kunstmatig het gehalte aan schildklierhormonen in het bloed te verhogen, blijft het gehalte aan TSH laag en worden de kankercellen niet gestimuleerd om te groeien.

## Oorzaken
Schildklierkanker kan iedereen overkomen. Bij een patiënt kan meestal niet gezegd worden, dat de een of andere oorzaak dé verklarende factor is voor het ontstaan van de ziekte bij de betreffende.
Mensen hebben een grotere kans op het krijgen van schildklierkanker wanneer:
- de schildklier heeft blootgestaan aan straling of bestraling
- schildklierkanker in de familie voorkomt
- zij van het vrouwelijk geslacht zijn (2,5 keer zo vaak schildklierkanker als bij mannen)
- radioactief jodium toegediend hebben gekregen (jodium-131)